# Nephelistis differens
Nephelistis differens är en fjärilsart som beskrevs av Druce 1889. Nephelistis differens ingår i släktet Nephelistis och familjen nattflyn. Inga underarter finns listade i Catalogue of Life.